# Schlichting, Dithmarschen
Schlichting là một đô thị thuộc huyện Dithmarschen, trong bang Schleswig-Holstein, nước Đức. Đô thị Schlichting, Dithmarschen có diện tích 12,5 km², dân số thời điểm 31 tháng 12 năm 2006 là 246 người.